# وكالة مشاريع الأبحاث المتقدمة للطاقة
وكالة مشاريع الأبحاث المتقدمة للطاقة (ARPA-E) هي وكالة حكومية تابعة للولايات المتحدة تابعة لوزارة الطاقة الأمريكية مهمتها ترويج وتمويل البحوث وتطوير تقنيات الطاقة المتقدمة. تم تصميمه على غرار وكالة مشاريع الأبحاث المتقدمة للدفاع (DARPA).